# Мечеть аль-Фатіха
Мечеть аль-Фатіх (також відома як Ісламський центр аль-Фатіх і Соборна мечеть аль-Фатіх; араб. مسجد الفاتح) — одна з найбільших мечетей у світі, здатна одночасно вмістити в собі понад 7 000 вірян. Мечеть — найбільший храм і найвідоміша пам'ятка Бахрейну, доступна для екскурсійних відвідувань щодня, крім п'ятниць та свят.
Мечеть знаходиться в Манамі поблизу королівського палацу, місця проживання короля Бахрейну.

## Архітектура
Головний купол мечеті виготовлений зі скловолокна і важить понад 60 т. В даний час це найбільший купол зі скловолокна у світі. Аль-Фатіх тепер включає нову Національну Бібліотеку, яка відкрилася для громадськості в 2006.
Побудована покійним Шейхом Ісою ібн Салманом Аль Халіфою в 1987  і названа на честь Ахмада аль-Фатіха, завойовника Бахрейну.